# GameRanger
GameRanger è un servizio di gioco online per la piattaforma Apple Macintosh ed ora anche per Microsoft Windows. Il servizio non è strettamente basato sul web, al contrario di altri simili. GameRanger è stato creato da Scott Kevill e la prima pubblicazione è stata nel luglio del 1999 con il supporto di 11 giochi. Nello stesso anno ha ottenuto il titolo di "Best Internet Gaming Achievement" (migliore realizzazione di gioco online) dal Macworld Magazine. Oggi supporta più di 150 titoli.
Nel novembre del 2008 GameRanger ha commercializzato anche un client per Windows. Inizialmente, 526 giochi di Windows erano supportati, e di questi, 27 avevano la possibilità di stabilire un collegamento anche con gli utenti MAC.
Dal 29 ottobre 2009, il servizio supporta più di 600 titoli.